# 1237 Geneviève
Az 1237 Geneviève (ideiglenes jelöléssel 1931 XB) a Naprendszer kisbolygóövében található aszteroida. Guy Reiss fedezte fel 1931. december 2-án, Algírban.